# جوليا موراي
جوليا موراي (بالإنجليزية: Julia Murray)‏ (و. 1988  م) هي متزحلقة حرة كندية، ولدت في فانكوفر، شاركت في الألعاب الأولمبية الشتوية 2010م.
.

## روابط خارجية
- جوليا موراي على موقع الاتحاد الدولي للتزلج (التزلج الحر) (الإنجليزية)
- جوليا موراي على موقع اللجنة الأولمبية الدولية (الإنجليزية)
- جوليا موراي على موقع أوليمبيديا (الإنجليزية)
- جوليا موراي على موقع اللجنة الأولمبية الكندية (الإنجليزية)
- جوليا موراي على موقع ألعاب إكس (مؤرشف) (الإنجليزية)